# Tadeusz Bastgen
Tadeusz Władysław Jerzy Bastgen (ur. 12 kwietnia 1897 we Lwowie, zm. 19 grudnia 1962 w Londynie) – podpułkownik dyplomowany łączności Wojska Polskiego.

## Życiorys
Urodził się 12 kwietnia 1897 we Lwowie, w rodzinie Dymitra. W 1915 złożył maturę w krakowskim Gimnazjum św. Anny.
Po zakończeniu I wojny światowej i odzyskaniu przez Polskę niepodległości został przyjęty do Wojska Polskiego. Został awansowany na stopień porucznika w korpusie oficerów łączności ze starszeństwem z dniem 1 czerwca 1919, a następnie na stopień kapitana łączności ze starszeństwem z dniem 1 lipca 1923. W 1923, 1924 jako oficer nadetatowy 2 pułku łączności z Jarosławia był przydzielony do Oddziału IV Ministerstwa Spraw Wojskowych i służył przy Wojskowym Komisarzu Łączności. Odbył Kurs 1925–1927 (VI promocja) w Wyższej Szkole Wojennej i uzyskał tytuł oficera dyplomowanego. W 1928 jako oficer Sztabu Generalnego służył w 9 samodzielnym batalionie łączności w Brześciu. Z dniem 1 marca 1929 został przeniesiony do 1 Dywizji Piechoty Legionów w Wilnie na stanowisko szefa łączności. W grudniu 1929 został przeniesiony do Oddziału III Sztabu Głównego. Następnie został przeniesiony do dyspozycji dowódcy Okręgu Korpusu Nr I, a z dniem 31 marca 1933 przeniesiony w stan spoczynku.
Podczas II wojny światowej w stopniu majora był szefem sztabu Legii Oficerskiej istniejącej na przełomie 1940/1942 w ramach Polskich Sił Zbrojnych na Zachodzie. Po wojnie pozostał na emigracji w Wielkiej Brytanii. Do końca życia pozostawał w stopniu podpułkownika. Zmarł nagle 19 grudnia 1962 w Londynie. Był żonaty.

## Ordery i odznaczenia
- Srebrny Krzyż Zasługi – 10 lutego 1939 „za zasługi w służbie wojskowej”[14]